# Herb gminy Bolesław (powiat olkuski)
Herb gminy Bolesław – symbol gminy Bolesław, ustanowiony 10 czerwca 1992.

## Wygląd i symbolika
Herb przedstawia na tarczy  w polu błękitnym piec hutniczy srebrny z godłem Polski w miejscu paleniska, między dwoma różami srebrnymi. U podstawy wstęga z napisem BOLESŁAW. Piec nawiązuje kształtem do średniowiecznych wież obronnych (posiada blanki). Piec nawiązuje do przemysłu hutniczego, zaś róże to symbol maryjny - Najświętsza Maria Panna bywała często patronką miejscowego kościoła.

## Historia

Herb guberni kieleckiej

Przyjęty projekt herb nawiązuje do herbu opisanego przez witrażystę Władysława Jastrzębskiego w liście do miejscowego regionalisty Józefa Liszki. Wedle niego miał to być herb Bolesławia z czasów zaborów, który wisiał na budynku gminy do 1914 rok. Artysta przedstawił na swoim rysunku w polu błękitnym piec hutniczy srebrny, pod nim zaś skrzyżowane gałązki dębowe. Według Jacka Sypienia, jest to najprawdopodobniej heraldyczna pomyłka. Herb z listu Jastrzębskiego jest bowiem bardzo podobny do herbu guberni kieleckiej, w której składzie znajdowała się gmina Bolesław. Herb ten przedstawiał gorejący piec między dwiema kulami, zaś tarczę oplatały gałązki dębu.